# Шмитт, Эрик (журналист)
Эрик Шмитт (англ. Eric P. Schmitt; род. 2 ноября 1959, Миннеаполис, Миннесота, США) — старший корреспондент газеты The New York Times, занимающийся вопросами национальной безопасности.

## Ранний период жизни и образование
Родился 2 ноября 1959 года в Миннеаполисе, штат Миннесота, США, и вырос в области залива Сан-Франциско. В 1982 году получил степень бакалавра искусств в области международных отношений (политология и развитие третьего мира) в Уильямс-колледже. В 1991 году посещал программу Гарвардского университета.

## Карьера
С сентября 1982 по сентябрь 1983 год работал в Tri-City Herald репортёром, освещал образование в Кенневике, Вашингтон.
В 1983 году стал репортёром газеты The New York Times (NYT). С 1983 по 1984 год также был клерком Джеймса Рестона, который на тот период был старшим колумнистом.
С мая 1990 по февраль 1996 и с 11 сентября 2001 по 2006 год Шмитт работал корреспондентом NYT в Пентагоне. С 1996 по 2001 год работал национальным корреспондентом, освещал Конгресс США и иммиграцию.
Был в составе групп журналистов NYT, которые получили Пулитцеровские премии в 1999, 2009, 2017 и 2022 годах.
В 2011 году была опубликована книга англ. Counterstrike: The Untold Story of the America's Secret Campaign Against Al Qaeda, которую Шмитт написал вместе с Томом Шанкером.